# María Mahor
 (juin 2025).
Si vous disposez d'ouvrages ou d'articles de référence ou si vous connaissez des sites web de qualité traitant du thème abordé ici, merci de compléter l'article en donnant les références utiles à sa vérifiabilité et en les liant à la section « Notes et références ».
María Mahor, née María Concepción Martínez Horcajada, à Madrid, le 18 juin 1940, est une actrice espagnole.

## Biographie
María remporte à 16 ans le concours « Maja de Madrid » et peu après commence sa carrière au cinéma dans le film Roberto, el diablo (1956), de Pedro Lazaga, dans le rôle de l'épouse de Roberto.
Les années suivantes, elle joue dans divers titres, toujours dans le rôle d'un personnage ingénu, comme dans Camarote de lujo (es) (1957), de Rafael Gil, El día de los enamorados (es) (1959), de Fernando Palacios, Un rayo de luz (es) (1960), de Luis Lucia, Rosa de Lima de José María Elorrieta (1961) ou Todos eran culpables (1962), de León Klimovsky. Ces années-là, elle sert aussi de présentatrice de télévision dans l'émission Hoy es fiesta (es), sur TVE en 1959.
À partir de 1965 sa carrière au cinéma connaît un déclin progressif, même si on la voit dans des films d'un certain relief comme Mecanismo interior (1971), de Ramón Barco. Mais elle continue au théâtre, par exemple dans Tengo un millón (es) (1960), de Víctor Ruiz Iriarte, ou dans El segundo disparo (1965), de Robert Thomas, ou comme Doña Inés dans Don Juan Tenorio, de José Zorrilla en 1971 et 1974.
En 1975, elle cesse le cinéma et continue au théâtre, dans La llegada de los dioses (es), Tres testigos, Yo fui amante del rey (1980), d'Emilio Romero Gómez (es).

## Filmographie partielle
- 1956 : Roberto, el diablo de Pedro Lazaga : l'épouse de Roberto
- 1957 : Camarote de lujo (en) de Rafael Gil : Guadalupe
- 1959 : Les Légions de Cléopâtre (Le legioni di Cleopatra) de Vittorio Cottafavi : Marianne
- 1960 : Melocotón en almíbar (en) d'Antonio del Amo
- 1960 : Le Prince enchaîné (en) (El príncipe encadenado) de Luis Lucia : Rosaura
- 1960 : Le Petit Colonel (El pequeño coronel) d'Antonio del Amo : Teresa, fille du maire
- 1962 : Le Livre de San Michele de Giorgio Capitani, Rudolf Jugert et Georg Marischka : Ebba
- 1962 : Rosa de Lima de José María Elorrieta : Rose de Lima
- 1963 : Las hijas de Helena (en) de Mariano Ozores : Mari Pepa
- 1966 : Le Triomphe des sept desperadas (7 donne per una strage) de Rudolf Zehetgruber, Gianfranco Parolini et Sidney W. Pink : Dorothy
- 1967 : Tecnica per un massacro (en) de Roberto Bianchi Montero : Aya
- 1970 : Des dollars pour McGregor (La muerte busca un hombre) de José Luis Merino
- 1971 : Zorango et les Comancheros (El Zorro, caballero de la justicia) de Luigi Capuano et José Luis Merino : Miss Cooper

## Théâtre
- 1960 : Tengo un millón (es) de Víctor Ruiz Iriarte
- 1965 : El segundo disparo de Robert Thomas
- 1971 et 1974 : Don Juan Tenorio de José Zorrilla : Doña Inés
- 1980 : La llegada de los dioses (es) d'Antonio Buero Vallejo
- 1980 : Tres testigos
- 1980 : Yo fui amante del rey d'Emilio Romero Gómez (es)

## Récompenses
- En 1960, médaille de la meilleure actrice de la part du Círculo de Escritores Cinematográficos pour son rôle dans Le Prince enchaîné et Melocotón en almíbar (es)[1]
- En 1971, prix du Sindicato Nacional del Espectáculo (es) pour Mecanismo interior